# Prieuré de la Madeleine de Boumois
Le prieuré de la Madeleine de Boumois est un prieuré situé à Saint-Martin-de-la-Place, en France.

## Localisation
Le prieuré est situé dans le département français de Maine-et-Loire, sur la commune de Saint-Martin-de-la-Place.

## Historique
L'édifice est inscrit au titre des monuments historiques en 1964.